# 木村真也 (AV監督)
木村 真也（きむら しんや、1986年 - ）は、日本のAV監督、演出家、脚本家である。

## 略歴
SODクリエイト社員監督。大学時代はAVを観て映像作りを学び、新卒採用があるAVメーカーを探し2008年4月にSODクリエイトに入社。2009年1月、『天使と空中セックス』で初めて自身の企画が映像化（監督はノンクレジットで別人が担当、主演：平塚ゆい）。その後『クラス中の女子生徒たちが目のやり場に困るチン○ン丸出し転校生がやってきた』などの企画を立案し採用された。
2011年に初監督作品『犬の目線でのぞき見るオンナノコの無防備でHなせいかつ』を手がける。以降、監督として多くの作品を立案、撮影。代表作に『時間を止める男は実在した』シリーズ、ちんこが壁から生える『しゃぶりながら』シリーズなど。専属女優作品も手掛けているが、一癖ある作品に定評がある。2017年からはアダルトVRをメインに制作し、2019年現在は、SODクリエイトディレクター部部長。

## 人物
- 年単位でフェチの目先が変わるタイプ。2019年時点で興味があるのは日常の中のエロ[1]。『しゃぶりながら』シリーズの壁からちんこが生えるという発想はユーザーアンケートに合った「男優は観たくない」という回答から着想を得たもの[2]。同作品の学園編は歌手・星野源がラジオで言及したこともあり、番組宛てに制作秘話を送ったことがある[3]。
- トラブルを未然に防ぐため、企画や発想を重視しながらも、台本はしっかり作り込むタイプで、セリフはその場の流れに任せるものの、撮影前から体位の転換の流れや、射精の場所や回数、順番まで細かく決める演出スタイル[1]。

## 主な監督作品

### アダルトビデオ
特記なき場合は企画から関わる。SODクリエイトから発売。
- 「あたし、ドアノブ…」 鍵穴マ○コ 成瀬心美（原作：昆童虫、2012年）
- 『性交クリニック』『セックス外来』シリーズ（性交クリニックは2011年の7作目から監督。）
- 『しゃぶりながら』シリーズ（2015年 ‐）
- 『時間を止める男は実在した!』シリーズ（2016年 ‐）
- 『ゾンビVR』シリーズ（2019年 ‐）

### ミュージックビデオ
- 『死んだ目をした少年』Super Ganbari Goal Keepers（2018年、なりすコンパクト・ディスク / ハヤブサ・ランディングス）[4]